# Ferrovia Porto San Giorgio-Amandola
La ferrovia Porto San Giorgio-Amandola è una linea ferroviaria italiana, dismessa nel 1956, che attraversava la valle del Tenna collegando Porto San Giorgio, Fermo e Amandola nelle Marche, fino al 1928 esercitata con trazione a vapore, dal 1928 a trazione elettrica.

## Storia

### La nascita della linea ferroviaria e il primo fallimento

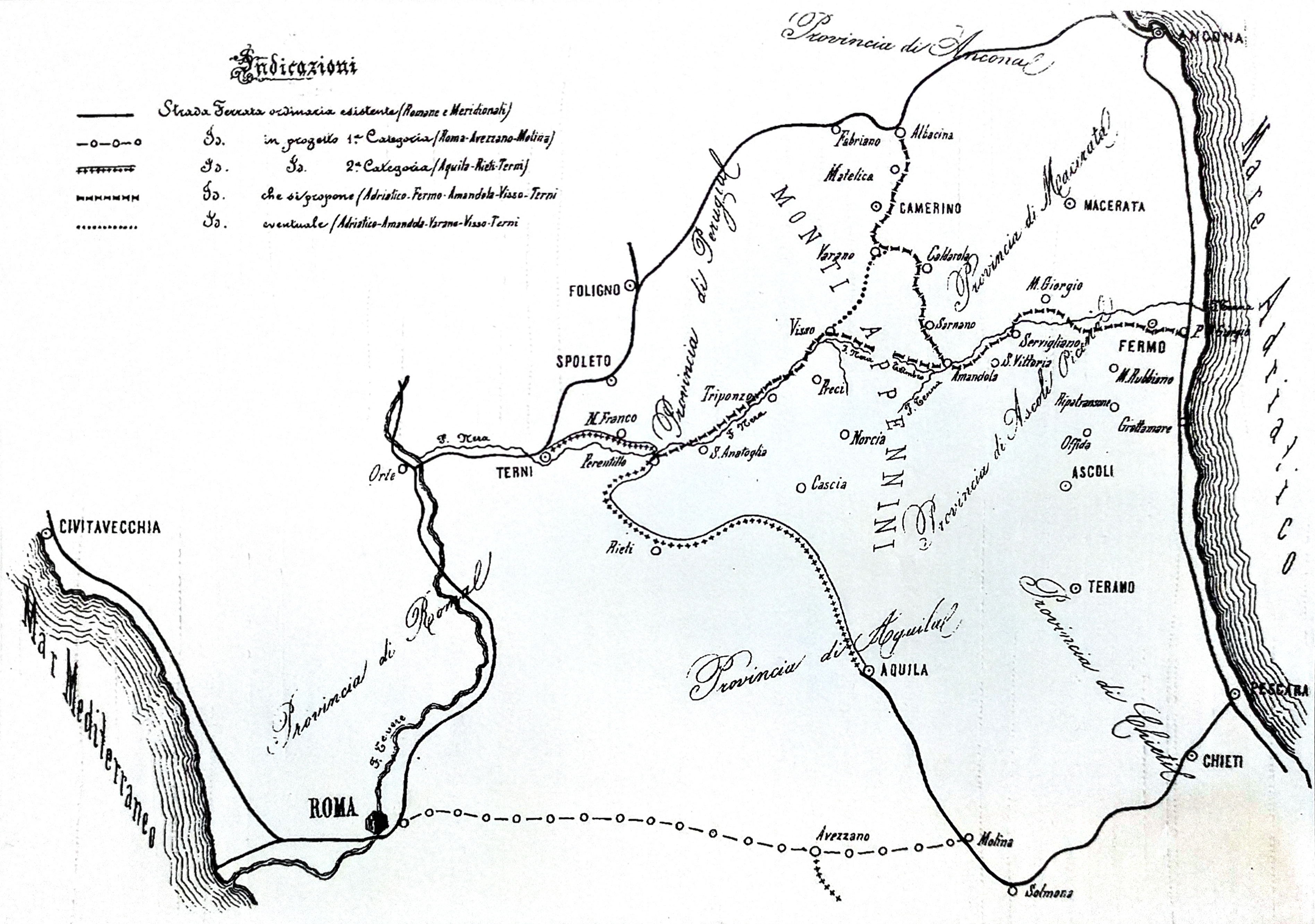
Il progetto del 1879 della linea Porto San Giorgio-Fermo-Amandola-Visso-Terni

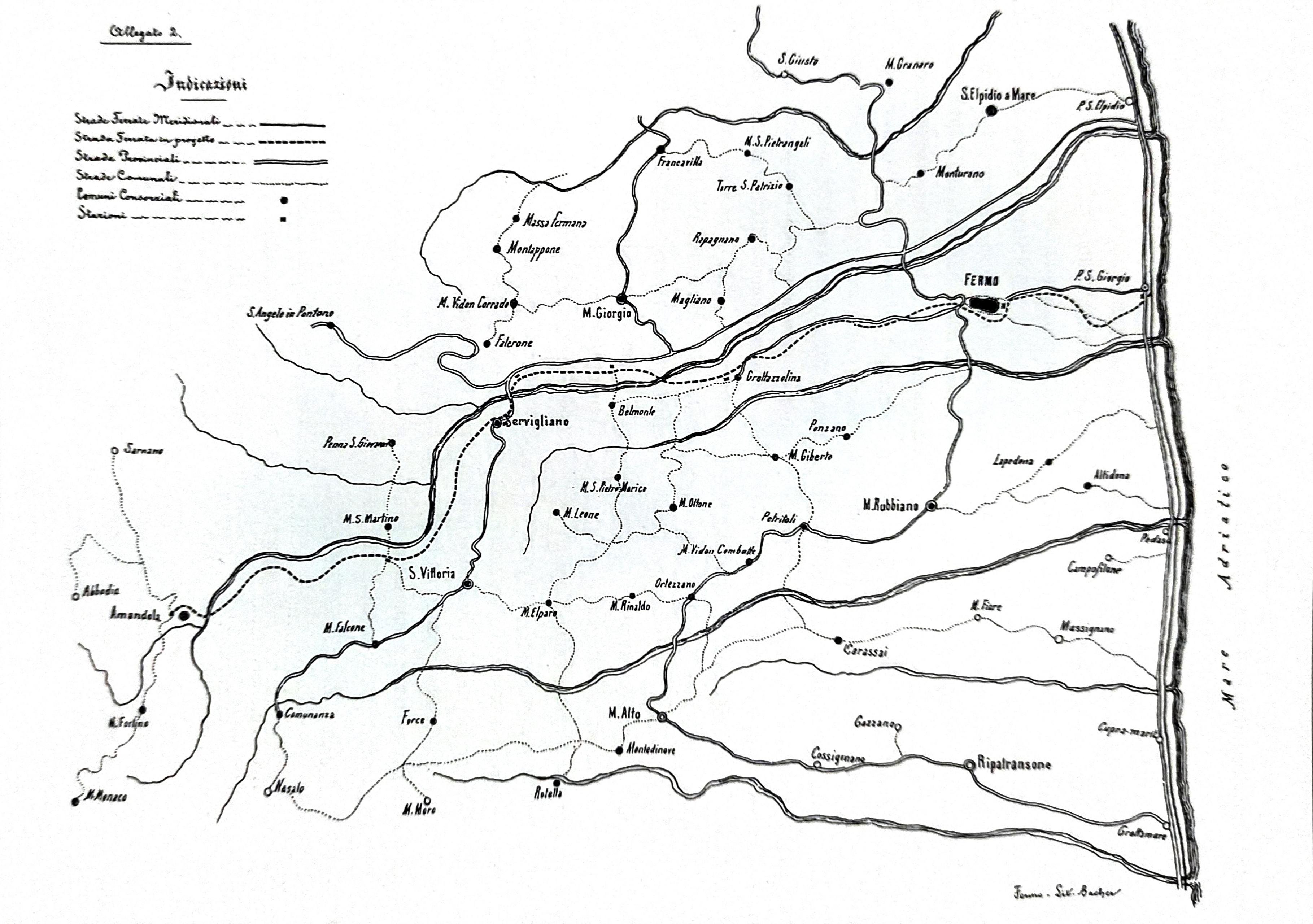
Schema di percorrenza dell'AFA dell'ingegnere Pio Fenili

La prima idea di realizzare una ferrovia risale al 1877, quando la commissione tecnico-amministrativa del Comune di Fermo diede autorizzazione al Regno di concedere la costruzione di una ferrovia di collegamento tra la linea Adriatica e Porto San Giorgio, Amandola e un suo prolungamento attraverso il valico di Visso per la Val Nerina fino a raggiungere Terni e la linea delle Strade Ferrate Romane. Volendo dare importanza alla citta di Fermo, l'intenzione di proseguire lo sviluppo della linea ferroviaria non fu causale, infatti il 14 luglio 1877 si ribadì che la questione ferroviaria era subordinata alla questione della scelta del capoluogo di provincia, proprio perché con la nascita del Regno venne scelto Ascoli Piceno rispetto che a Fermo.
Il 22 giugno il Comune di Fermo deliberò l'affidamento dei lavori all'ingegnere Pompeo Marini di Torino, che lo presentò il 25 aprile 1878 con il nome di "Ferrovia economica dall'Adriatico all'Appennino". Questo progetto prevedeva solo la costruzione del 1° tronco della linea, ovvero Porto San Giorgio-Fermo, dal costo totale di 419 265,42 lire. L'invio del progetto al Ministero dei Lavori Pubblici suscitò un entusiasmo generale in tutti i paesi della Valle del Tenna a tal punto che il commissario Cesare Scoccia, presidente del Consiglio Provinciale e sindaco di Fermo, organizzò nel 1878 a Servigliano un incontro con tutti i rappresentanti dei paesi coinvolti in cui si decise di prolungare la linea fino a raggiungere ufficialmente Amandola, dando vita alla "Porto San Giorgio-Fermo-Amandola" o "AFA" (Adriatico-Fermo-Amandola). Il nuovo progetto venne studiato dagli ingegneri Pio Fenili, per il percorso fino ad Amandola (consegnato il 10 febbraio 1880), e Carlo Pascucci, per il percorso che collegava la linea all'Umbria.
Il 17 giugno 1879 si discusse del progetto alla Camera dei deputati. Essendo la linea a scartamento ridotto, dopo un'accesa discussione, con la pubblicazione della Legge Baccarini, si decise di categorizzare la ferrovia come "D", ovvero una linea d'interesse locale, rispetto alla categoria "C" promossa dal deputato Trevisani, opinione che gli costò l'esclusione dall'aula. Nello stesso anno venne stipulata una convenzione tra Governo e Deputazione della Provincia di Ascoli Piceno nella quale si stabiliva che la spesa sarebbe stata ripartita in ragione di 1 600 000 lire a carico dello Stato e 2 400 000 a carico dell'amministrazione provinciale e di un consorzio dei 45 comuni interessati, in ragione del 50% ciascuno. La Provincia decise di affidare la realizzazione in subappalto alla ditta napoletana Anaclerio, dei fratelli Gaetano e Francesco, e il 1º novembre l'azienda e una rappresentanza della Provincia si recarono a Roma al Ministero dei Lavori Pubblici per ufficializzare la concessione e la realizzazione. Il 30 aprile 1881 fu approvato il progetto, ma non poté essere realizzato a causa di vertenze giudiziarie proprio con i fratelli Anaclerio, disputa che portò alla denuncia dell'azienda e alla decadenza della concessione nel 1885. Le divergenze furono causate da preoccupazioni di carattere economico, in quanto:
- l'ingegnere Francesco Anaclerio voleva più fondi dalle autorità per realizzare il prolungamento della linea con la Macerata-Albacina, la Visso-Terni, e la Terni-Rieti-L'Aquila;
- la ditta fece pressione sull'ing. Fenili, il presentatore del progetto fino ad Amandola, per portare la previsione di spesa da 4 307 300 a 4 658 612,15 lire, rispetto alle 5 210 450,35 proposte inizialmente.

In merito a ciò, la Provincia dichiarò:

### La proposta dei tracciati "A" e "B"[4]

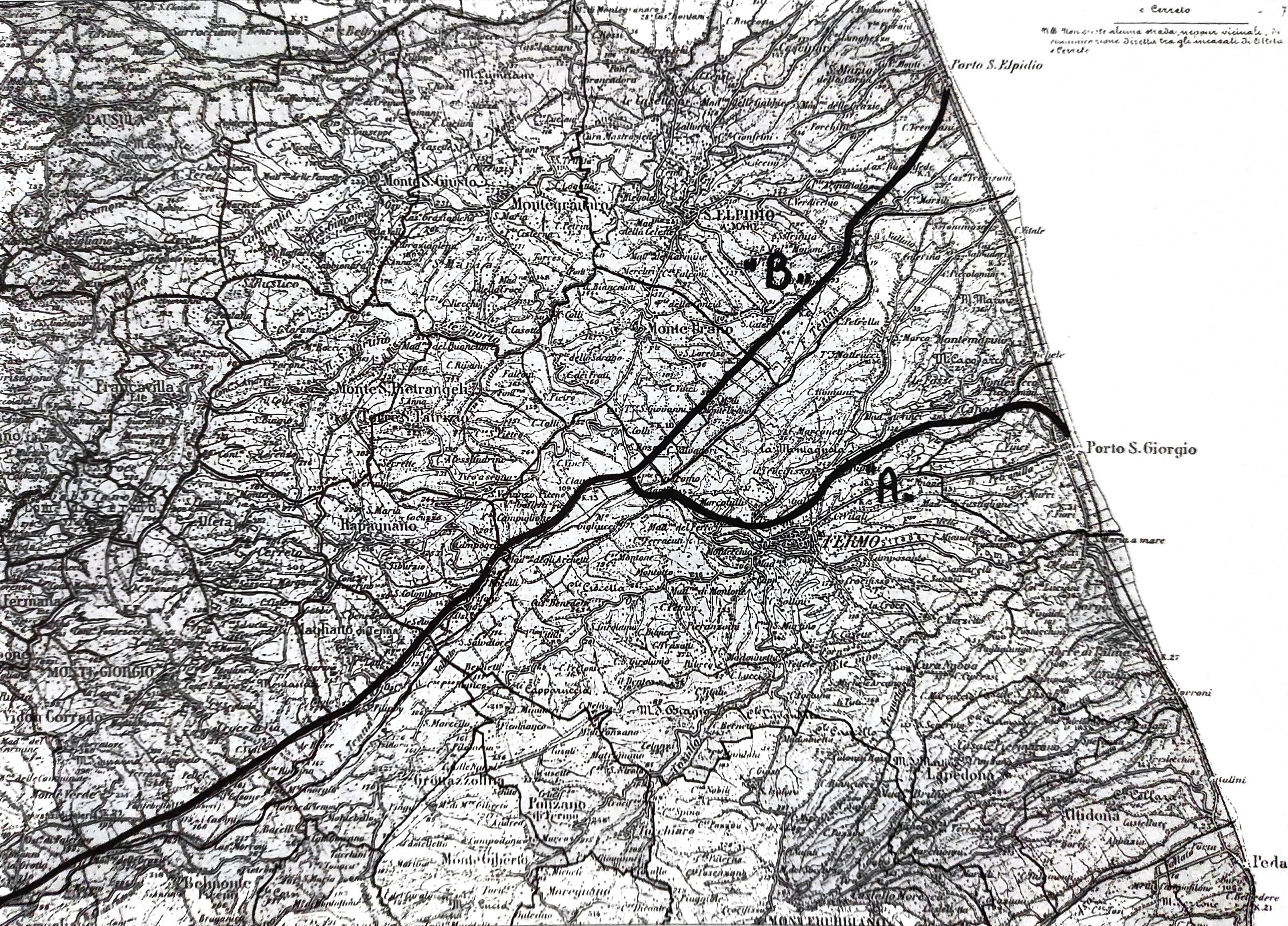
I tracciati "A" e "B" proposti dal deputato Arturo Galletti di Cadilhac

Dopo la vicenda giudiziaria, il 20 luglio 1888 la linea ferroviaria passò dalla categoria "D" alla categoria "B", ovvero di interesse nazionale, e di conseguenza sancì l'arrivo di ulteriori 5 milioni di lire di fondi per la realizzazione. Il 31 luglio 1893 alla Regia Prefettura di Ascoli Piceno arrivò una lettera della 2ª Divisione del Regio Ispettorato Generale delle Strade Ferrate dove si richiedeva ulteriori studi per la realizzazione della linea. La Prefettura si affidò all'ing. Michelangelo Cuniberti del Genio civile, già direttore della ferrovia Subappenninica. In questo periodo i Comuni coinvolti nel tracciato iniziarono una profonda corrispondenza epistolare con il deputato Arturo Galletti di Cadilhac, che propose di realizzare due distinti tracciati per comodità, rivedendo il progetto originario dell'ing. Fenili e realizzando due collegamenti con la linea Adriatica a Porto San Giorgio (tracciato A) e a San Tommaso (tracciato B). La variante avrebbe favorito il commercio calzaturiero fermano e avrebbe dato la possibilità alla zona di rifornirsi adeguatamente di grano, legno, vino e bestiame, non essendo la zona di tradizioni artigianali-agricole.
La proposta del deputato non ottenne il successo sperato, in quanto già i rifornimenti calzaturieri si affidavano alla linea Macerata-Civitanova Marche. La situazione complicata della linea ferroviaria portò alla creazione di una commissione, conosciuta come "Commissione Fermana", il 2 giugno 1898 con facoltà di agire a pieni poteri composta dal sindaco di Fermo, Gianbattista Monti, dal sindaco di Amandola, Giuseppe Treggiari, dal sindaco di Servigliano, Guerriero Vecchiotti, dal conte e ingegnere Guglielmo Vinci e dall'ing. Carlo Pascucci. Il gruppo revisionò il progetto di Pio Fenili, con supervisione dell'ing. Alarico Piatti, che affermò che i fondi destinati alla sua costruzione non sarebbero stati sufficienti.

### Il nuovo secolo
Nel 1902 quando la Commissione riprese le trattative per cercare una ditta subconcessionaria, si presentarono tre principali candidati: l'ing. Galli di Torino, l'ing. Besenzanica di Milano e nuovamente i fratelli Anaclerio di Napoli. Il progetto venne ripreso nel 1903 e la sua realizzazione venne affidata all'ingegnere Ernesto Besenzanica (lo stesso progettista della Ferrovia Sangritana), che ne adeguò le caratteristiche. L'autorizzazione arrivò con Regio Decreto 20 luglio 1903, n. 365, Besenzanica presentò il progetto esecutivo il 20 luglio 1904, con una spesa complessiva di 6 246 957,22 lire, e i lavori iniziarono nel 1905. Il 21 dicembre 1906 l'ingegnere Besenzanica costituiva, intanto, la Società Anonima per le Ferrovie Adriatico Appennino (FAA), divenendone anche direttore.
La linea per Amandola venne inaugurata, con trazione a vapore, il 14 dicembre 1908 e la sua diramazione, di poco meno di 2,5 km, per Fermo Città venne aperta l'anno dopo, all'inizio di agosto del 1909. Il percorso di quest'ultima era molto impegnativo, date le elevate pendenze fino al 70 per mille, e impose l'utilizzo della frenatura a pattini per una migliore sicurezza. Sulla linea venne anche tentato l'impiego di due tipi di automotrice a vapore della nota fabbrica di materiale ferroviario ungherese Ganz, senza avere tuttavia dei risultati concreti. La tratta iniziale Porto San Giorgio-Fermo, che era percorsa da numerose coppie di treni giornalieri, venne attrezzata con il blocco a bastone pilota per regolarne in sicurezza la circolazione. Nel 1921 la società esercente, la FAA, chiese al Ministero dei Lavori Pubblici l'autorizzazione a prolungare la linea nelle direzioni di Ascoli Piceno e Tolentino, senza ottenerla, e a elettrificare la linea esistente. Nel 1927 giunse infine l'autorizzazione per la conversione alla trazione elettrica, per cui a partire dall'estate del 1928 venne abbandonato l'esercizio a vapore. Il periodo bellico portò anche su questa linea distruzione e devastazione, ma il servizio riprese nel 1945. La linea venne dismessa il 27 agosto 1956 a causa delle forti passività (nel 1954 il coefficiente d'esercizio, ovvero il rapporto tra costi e ricavi, era pari a 2,10). Sul tratto Porto San Giorgio-Fermo la FAA costruì una linea filoviaria, attiva dal 1958 al 1977. Nell'ultimo decennio del XX secolo diverse iniziative sono state prospettate per la rinascita, a scopo turistico, del trenino dei Monti Sibillini.

## Caratteristiche
La linea, della lunghezza di 56,92 km, era a scartamento ridotto da 950 mm , armata con rotaie da 21 kg/m su traversine di rovere, e, all'attivazione, con trazione a vapore; vi erano utilizzate le Locomotive a vapore FAA 1-2, 7, 9-10, delle locomotive Mallet di costruzione Borsig. A partire dal 1928 venne convertita a trazione elettrica a corrente continua alla tensione di 2 600 volt a cura del Tecnomasio Italiano Brown Boveri.
A Servigliano era presente l'unica sottostazione della linea, dove per la prima volta in Italia, vennero impiegati i raddrizzatori a vapori di mercurio, per rendere l'erogazione dell'elettricità automatica.

## Percorso
| Unknown route-map component "CONTgq" | Unknown route-map component "STR+r" |

| Unknown route-map component "exKHSTa" | Station on track |

| Unknown route-map component "exSTR" | Unknown route-map component "CONT2+g" |

| Unknown route-map component "exBHF" |

| Unknown route-map component "exBUE" |

| Unknown route-map component "exBUE" |

| Unknown route-map component "exHST" |

| Unknown route-map component "exBUE" |

| Unknown route-map component "uexKRWl" + Unknown route-map component "exSTR" | Unknown route-map component "uexKRW+r" |

| Unknown route-map component "exSTR" | Unknown route-map component "uexHST" |

| Unknown route-map component "exSTR" | Unknown route-map component "uexHST" |

| Unknown route-map component "exSTR" | Unknown route-map component "uexHST" |

| Unknown route-map component "exSTR" | Unknown route-map component "uexTUNNEL2" |

| Unknown route-map component "exSTR" | Unknown route-map component "uexKBHFe" |

| Unknown route-map component "exBHF" |

| Unknown route-map component "exBUE" |

| Unknown route-map component "exBUE" |

| Unknown route-map component "exBHF" |

| Unknown route-map component "exHST" |

| Unknown route-map component "exBUE" |

| Unknown route-map component "exBHF" |

| Unknown route-map component "exWBRÜCKE1" |

| Unknown route-map component "exBHF" |

| Unknown route-map component "exBHF" |

| Unknown route-map component "exBHF" |

| Unknown route-map component "exHST" |

| Unknown route-map component "exBHF" |

| Unknown route-map component "exBUE" |

| Unknown route-map component "exhKRZWae" |

| Unknown route-map component "exBUE" |

| Unknown route-map component "exBHF" |

| Unknown route-map component "exBUE" |

| Unknown route-map component "exBHF" |

| Unknown route-map component "exBHF" |

| Unknown route-map component "exBUE" |

| Unknown route-map component "exBHF" |

| Unknown route-map component "exWBRÜCKE1" |

| Unknown route-map component "exHST" |

| Unknown route-map component "exWBRÜCKE1" |

| Unknown route-map component "exBUE" |

| Unknown route-map component "exKBHFe" |

Il tracciato partiva da un raccordo di circa 600 m su sede stradale che iniziava di fronte alla stazione delle FS di Porto San Giorgio e giungeva alla stazione vera, munita di uno scalo a doppio scartamento per facilitare il trasbordo delle merci dalle FS alle FAA. Fermava poi al casello di Castiglione e alla progressiva 8+911 si trovava la fermata Biforcazione dove la linea si biforcava per Fermo e per Amandola giungendo poi alla stazione di Santa Lucia; seguiva per buona parte la vallata del fiume Tenna giungendo alle stazioni di Monte Urano-Rapagnano, poi di Grottazzolina, Magliano di Tenna, Montegiorgio, Belmonte Piceno, fermata Monteverde, Falerone, Servigliano, Santa Vittoria, fermata Parapina, Monte San Martino, Montefalcone, fermata Marnacchia inerpicandosi infine fino ai 550 m di Amandola. Le curve avevano il raggio minimo di 80 m e venivano raggiunte pendenze massime del 30 per mille. Dal casello Biforcazione, poco prima di Fermo Santa Lucia, si diramava un breve tratto di collegamento, di 2,31 km con pendenza del 70 per mille, fino al centro urbano ascolano raggiungendolo nella stazione terminale di Fermo Città.

### Le stazioni
Tutte le stazioni della linea oggi sono conservate o abbandonate, ad eccezione della stazione di Monte San Martino (in prossimità della Strada Provinciale 113), che è stata demolita per far posto ad una abitazione civile.

### Le fermate
Tutti i fabbricati delle fermate ancora oggi esistono:
- La fermata di Castiglione, situata nei pressi della Strada Provinciale Castiglionese, in condizioni fatiscenti.
- La fermata Biforcazione, situata in via Ottorino Respighi, ristrutturata di recente.
- La fermata di Girola, situata in via Contrada Girola di Fermo 7, abbandonata.
- La femata di Monteverde, situata nei pressi della Strada Provinciale 239, usata come abitazione.
- La fermata di Parapina, situata vicino alla Strada Provinciale 239 tra Servigliano e Santa Vittoria in Matenano, ampliata e usata come abitazione.
- La fermata di Marnacchia, situata vicino alla Strada Provinciale 239, trasformata in abitazione.

### I caselli

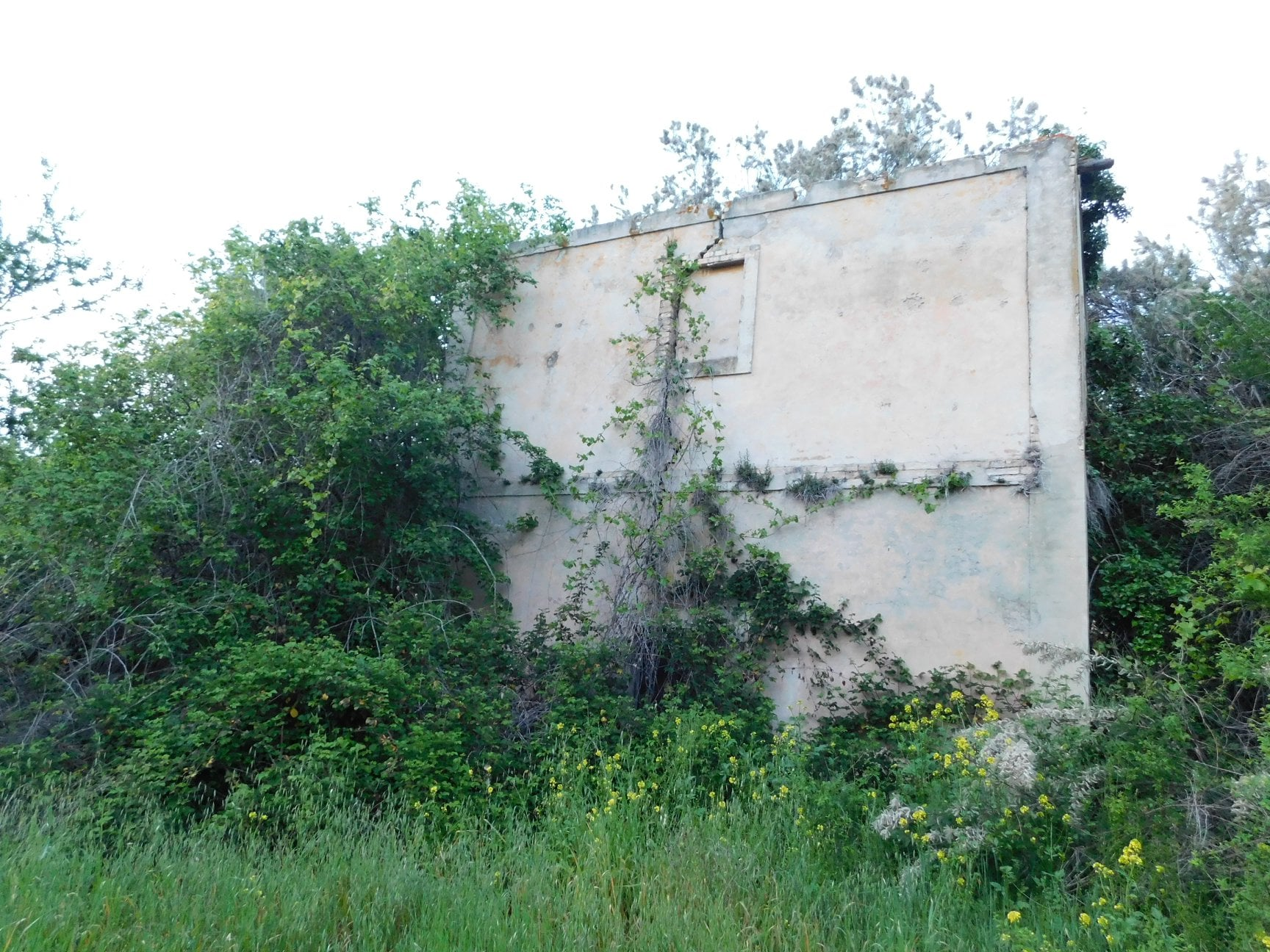
Fermata di Castiglione in condizioni fatiscenti, 2022

Quasi tutti i caselli sono ancora presenti (abbandonati o trasformati in abitazione), tranne i caselli 2, 8, 10 che sono stati demoliti.
I caselli non assegnati come fermata superstiti si trovano:
- Casello 1: a Porto San Giorgio in via Fratelli Rosselli 110
- Casello 5: a Fermo in via Massimo D'Azeglio 8-34
- Casello 6: a Fermo in via XXV Aprile 95
- Casello 8: era situato a Grottazzolina in via Alcide de Gasperi; è stato demolito nel 2017[23]
- Casello 11: a Servigliano in via Amendola, 5
- Casello 13: nella frazione di Val di Tenna del comune di Smerillo.
- Casello 15: ad Amandola sopra la Strada Provinciale 239.

## Materiale rotabile

### Locomotive a vapore[24]
Per la ferrovia furono ordinate alla Borsig alcune locomotive a vapore; avevano una livrea verde vescica per cabina e casse d'acqua e rossa per il rodiggio.
Munite del sistema frenante Boecker per affrontare le forti pendenze della linea, fecero servizio costante fino all'elettrificazione della linea avvenuta nel 1928.
Le unita impiegate per la linea principale erano:
| Numerazione FAA | Officina e numeri | Data di consegna | Rodiggio | Potenza (indicata) | Tipo                  | Note                                                                             |
| --------------- | ----------------- | ---------------- | -------- | ------------------ | --------------------- | -------------------------------------------------------------------------------- |
| 1               | Borsig n°5900     | 30 agosto 1906   | B'B n4vt | 185 Kw             | Locotender Mallet     | Smantellata alla fine degli anni '60                                             |
| 2               | Borsig n°5901     | 8 dicembre 1906  | B'B n4vt | 185 Kw             | Locotender Mallet     | Smantellata nel 1956 a Lanciano                                                  |
| 3               | Borsig n°7145     | 28 dicembre 1908 | C n2t    | 118 Kw             | Locotender a tre assi | Locomotive molto simili a quelle ordinate per la ferrovia tedesca Mosbach-Mudau. |
| 4               | Borsig n°7146     | 29 dicembre 1908 | C n2t    | 118 Kw             | Locotender a tre assi | Locomotive molto simili a quelle ordinate per la ferrovia tedesca Mosbach-Mudau. |
| 7               | Borsig n°7610     | 10 agosto 1910   | B'B n4vt | 185 Kw             | Locotender Mallet     |                                                                                  |
| 9               | Borsig n°8106     | 6 ottobre 1911   | B'B n4vt | 185 Kw             | Locotender Mallet     | Smantellata alla fine degli anni '60                                             |
| 10              | Borsig n°8105     | 30 ottobre 1911  | B'B n4vt | 185 Kw             | Locotender Mallet     | Oggi accantonata a Monserrato                                                    |

Per il servizio tra il tronchetto di Fermo e quello di Porto San Giorgio:
| Numerazione FAA | Officina e numeri | Data di consegna | Rodiggio | Tipo                  |
| --------------- | ----------------- | ---------------- | -------- | --------------------- |
| 5               | Borsig n°7231     | 7 giugno 1909    | B        | Locotender a due assi |
| 6               | Borsig n°7232     | 12 giugno 1909   | B        | Locotender a due assi |
| 8               | Borsig n°8097     | 16 agosto 1911   | B        | Locotender a due assi |

### Carrozze e carri merci
Per il trasporto passeggeri furono inizialmente ordinate 16 carrozze, dotate anche queste del sistema frenante Boecker, che negli anni andranno ad aumentare per ampliare il servizio passeggeri:
| Denominazioni                | Numero di carrozze | Officine di costruzione          | Anno di costruzione | Posti di I classe | Posti di III classe | Note                                               |
| ---------------------------- | ------------------ | -------------------------------- | ------------------- | ----------------- | ------------------- | -------------------------------------------------- |
| 'Napoletane'                 | 4                  | Officine Ferroviarie Meridionali | 1907                | 16                | 18                  | Facenti parte della dotazione originale del 1908   |
| 'Napoletane'                 | 10                 | Officine Ferroviarie Meridionali | 1907                | -                 | 34                  | Facenti parte della dotazione originale del 1908   |
| 'Giardiniere' o 'Napoletane' | 2                  | Officine Ferroviarie Meridionali | 1907                | -                 | -                   | Facenti parte della dotazione originale del 1908   |
| 'Carminati'                  | 2                  | Carminati & Toselli              | 1910                | 8                 | 32                  | Dotate di scompartimento postale                   |
| 'Carminati' o 'Giardiniere'  | 6                  | Carminati & Toselli              | 1912                | -                 | 20                  |                                                    |
| 'Carminati'                  | 2                  | Carminati & Toselli              | 1928                | -                 | 32                  |                                                    |
| 'Carminati'                  | 1                  | Officina ferroviaria di Fermo    | Anni '30            | 8                 | 32                  | Autocostruita nelle officine ferroviarie di Fermo. |
| 'Napoletane'                 | 3                  | Officina ferroviaria di Fermo    | Anni '30            | -                 | 40                  | Autocostruita nelle officine ferroviarie di Fermo. |

Per il trasporto merci risultavano 85 carri nel 1928, suddivisi in:
| Tipo                           | Numero di carri | Portata (tonnellate) | Note |
| ------------------------------ | --------------- | -------------------- | --- |
| Carri chiusi (Tipo G.)         | 38              | 10                   | |
| Carri a sponde alte (Tipo M.)  | 26              | 10/12                | Due tipi, uno con superficie di 12mq e uno da 12,5mq, quest'ultimi provenienti dalla Ferrovia Sangritana |
| Carri a sponde basse (Tipo V.) | 6               | 10                   | |
| Carri a bilico (Tipo VB.)      | 9               | 10                   | |
| Carro longherone (Tipo W.)     | 1               | 25                   | |
| Bagagliaio (Tipo D.)           | 3               | 10                   | Con scompartimento per capotreno e sacchi postali                                                        |
| Carri per il Tronchetto        | 2               | 5                    | |

### Automotrici a vapore
Nel 1907 vennero ordinate 5 automotrici a vapore dalle officine Ganz, di cui 2 da impiegare sulla linea principale e 3 sul Tronchetto.
Queste non diedero buoni risultati, e dopo qualche miglioria furono trasferite in Sangritana per poi essere vendute alla SFV per il servizio come rimorchiate sulla ferrovia Roma-Fiuggi-Frosinone, che le utilizzò sino al 1921 prima di trasformarle in carri pianale.

### Elettromotrici e locomotori

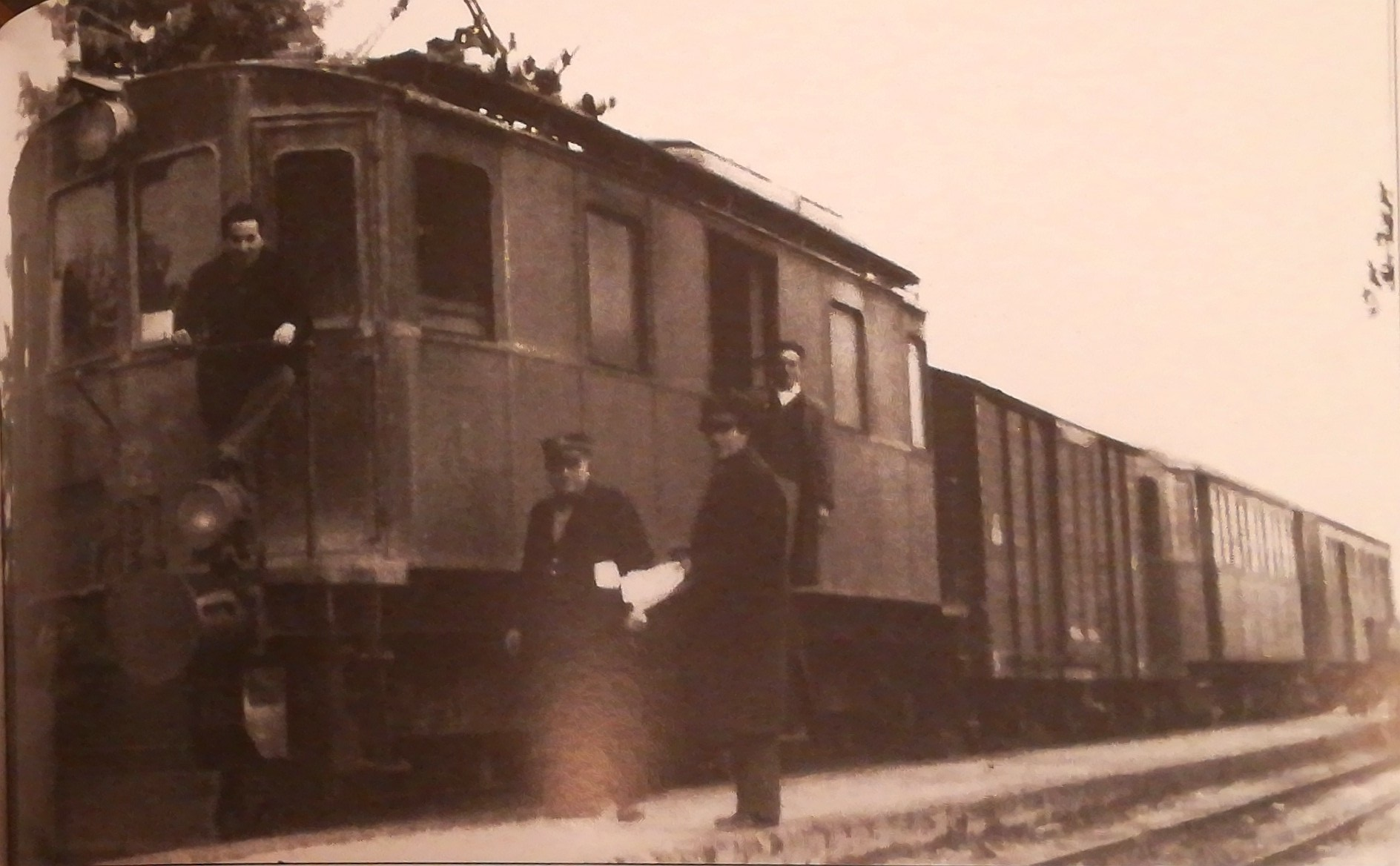
Locomotore n° 32 alla Stazione AFA di Porto San Giorgio, anni '50

A partire dal 1928, con l'elettrificazione della ferrovia a corrente continua a 2600 Volt, vennero messe in servizio, oltre alle nuove locomotive elettriche, altre vetture viaggiatori, di stampo più moderno, costruite dall'officina di Milano Carminati & Toselli.
Per il servizio merci/passeggeri sulla linea principale vennero trasferiti 5 locomotori dalla Ferrovia Adriatico Sangritana, mentre per il servizio sul tronchetto furono ordinate 3 elettromotrici, che negli anni '50 verranno usate anche sull'intera tratta ferroviaria.
| Numerazione FAA | Officina(e)              | Anno di Costruzione | Potenza | Posti                 | Rodiggio | Note |
| --------------- | ------------------------ | ------------------- | ------- | --------------------- | -------- | --- |
| 21-23           | Carminati & Toselli TIBB | 1928                | 188 kW  | di I - 8, di III - 24 | Bo'Bo'   | Avevano una livrea bianca-verde vagone; L'unità n°21 rimase completamente distrutta nel disastro del 26 novembre 1930 |
| 30-34           | Carminati & Toselli TIBB | 1924                | 263kW   | Vano merci            | Bo'Bo'   | Queste locomotive erano originarie della Ferrovia Sangritana                                                          |